# Carina Benninga
Carina Benninga, född den 18 augusti 1962 i Leiden, Nederländerna, är en nederländsk landhockeyspelare.
Hon tog OS-guld i damernas landhockeyturnering i samband med de olympiska landhockeytävlingarna 1984 i Los Angeles.
Därefter tog Benninga OS-brons i damernas landhockeyturnering i samband med de olympiska landhockeytävlingarna 1988 i Seoul.